# Wasterkingen
Wasterkingen är en ort och kommun i distriktet Bülach i kantonen Zürich, Schweiz. Kommunen har 577 invånare (2023).
Wasterkingen gränsar i tre väderstreck mot Tyskland.